# 颯爽!橋幸夫 股旅名曲集
『颯爽!橋幸夫 股旅名曲集』は、1972年7月にビクターレコードより発売された、橋幸夫の股旅関係の12の楽曲を収録したLP盤アルバム（SJX-10032）である。股旅物に特化したアルバムとして3枚目にあたる。

## 概要
- 1960年7月、『潮来笠』（作詞：佐伯孝夫、作曲：吉田正）でデビューした橋は、その年12月末に初のベストアルバムとなる『橋幸夫傑作集』をリリース、その後本シリーズは第9集まで制作され、他に『橋幸夫オールヒットメロディー第1集』（～第4集）、『橋幸夫ステレオハイライト』（第1集～第7集）がシリーズでリリースされた。[1]。
- 股旅物でデビューした橋だが、これらのベストアルバムは、一定の期間にリリースしたシングルを時系列で集めたもので、股旅関係の楽曲のみのアルバムは、本作以前には『唄う橋幸夫 颯爽股旅篇』（JV-5095モノラル、昭和39年1月発売）[2]、『颯爽!橋幸夫 股旅篇』（SJV-336ステレオ、昭和43年3月）[3]の2種類しかリリースされていなかった。
- なおベストアルバム『橋幸夫ゴールデンヒットアルバム第1集』については、2枚組のうち1枚目に「股旅もの・時代歌謡」のみを収録するという、他のアルバムには見られない特異な構成となっている[4]。
- 本アルバムは全部で12曲にとどまるため、『唄う橋幸夫 颯爽股旅篇』に収録されていた曲の半数が本アルバムからカットされている。また、『颯爽!橋幸夫 股旅篇』の5曲がカットされ、あらたにシングル100枚目以降の「赤い夕陽の三度笠」「次郎長笠」、それに、股旅ものではないが本アルバムリリース時期のヒット曲として「 子連れ狼」が追加されている。

## 収録曲
1. 子連れ狼（115枚目のシングル）
  - 作詞：小池一雄、作・編曲：吉田正
2. 次郎長笠（112枚目のシングル）
  - 作詞：藤田まさと、作曲：吉田正、編曲：寺岡真三
3. 八州喧嘩笠（63枚目のシングル）
  - 作詞：吉川静夫、作曲：平川浪竜、編曲：竹村次郎
4. 中山七里（22枚目のシングル）
  - 作詞：佐伯孝夫、作・編曲：吉田正
5. 俺ら次郎長（14枚目のシングル）
  - 作詞：北条誠、作・編曲：吉田正
6. 佐久の鯉太郎（93枚目のシングル）
  - 作詞：佐伯孝夫、作・編曲：吉田正
7. 潮来笠（1枚目のシングル）
  - 作詞：佐伯孝夫、作・編曲：吉田正
8. 沓掛時次郎（10枚目のシングル）
  - 作詞：佐伯孝夫、作・編曲：吉田正
9. 磯ぶし源太（6枚目のシングル）
  - 作詞：佐伯孝夫、作・編曲：吉田正
10. 木曽ぶし三度笠　（5枚目のシングル）
  - 作詞：佐伯孝夫、作・編曲：吉田正
11. 喧嘩富士（4枚目のシングル）
  - 作詞：佐伯孝夫、作・編曲：吉田正
12. 赤い夕陽の三度笠（100枚目のシングル）
  - 作詞：佐伯孝夫、作・編曲：吉田正

## 復刻版
『＜COLEZO!＞颯爽!橋幸夫 股旅名曲集』として2005年3月9日にCDで復刻されている（VICL-41192）

## その他の股旅アルバム
オリジナルアルバムやベストアルバムなど多数あるが、主なものとして
- 『唄う橋幸夫 颯爽股旅篇』[1964年1月発売]
- 『股旅グラフィティ』 [1977年11月25日発売]
- 『またたびの詩』 [1978年6月25日発売]
- 『日本列島三度笠』 [1985年7月5日発売]
- 『股旅演歌ベスト＜潮来笠から子連れ狼まで＞』[1986年5月発売]
- 『橋幸夫／股旅ベスト・オブ・ベスト』[1994年10月発売]
- 『元祖、股旅ここにあり！』 [2001年11月21日発売]

などがある。